# South Walsham St Lawrence
South Walsham St Lawrence var en civil parish fram till 1897 när det uppgick i South Walsham, i grevskapet Norfolk, i England. Civil parish var belägen 14 km från Norwich och hade 254 invånare år 1891.